# Comissió de Peticions del Parlament Europeu
La Comissió de Peticions del Parlament Europeu. (en anglès:Committee on Petitions) és el responsable per la Millor Reglamentació, les Relacions Inter-institucionals, l'Estat de Dret i la Carta dels Drets Fonamentals. La seva tasca se centra en les qüestions plantejades pels peticionaris en els àmbits dels drets fonamentals, l'aplicació de la legislació de la Unió Europea, la iniciativa ciutadana europea i altres, així com en un major enfortiment de la cooperació entre la Comissió Europea i la Comissió de Peticions.
La Comissió de Peticions està composta per 34 membres i està dirigida per un president i 4 vicepresidents.
Un dels drets fonamentals dels ciutadans europeus: Tot ciutadà, actuant individualment o conjuntament amb altres, pot en qualsevol moment exercir el dret de petició davant el Parlament Europeu en virtut de l'article 227 del Tractat de Funcionament de la Unió Europea.
Tot ciutadà de la Unió Europea, o resident en un Estat membre, poden, individualment o en associació amb altres, presentar una petició al Parlament Europeu sobre un tema propi dels àmbits d'activitat de la Unió Europea i que els afecta directament. Qualsevol empresa, organització o associació, amb seu a la Unió Europea també pot exercir aquest dret de petició, que està garantit pel Tractat.
Una petició pot prendre la forma d'una denúncia o una sol·licitud i pot estar relacionada amb assumptes d'interès públic o privat.
La petició pot presentar una sol·licitud individual, una queixa o observació relativa a l'aplicació de la legislació de la UE o d'un recurs davant el Parlament Europeu per adoptar una posició sobre un assumpte específic. Tals peticions donen al Parlament Europeu l'oportunitat de cridar l'atenció sobre qualsevol infracció dels drets d'un ciutadà europeu per uns autoritats de l'Estat membre o locals o una altra institució.